# Боярышник мягковатый
Боярышник мягковатый (лат. Crataegus submollis) — дерево, вид рода Боярышник (Crataegus) семейства Розовые (Rosaceae).
В культуре с 1830 года.

## Распространение и экология
В природе ареал вида охватывает северо-восточные районы Северной Америки — от Квебека и Онтарио на севере до Массачусетса, Нью-Йорка и Коннектикута на юге и до Висконсина на западе.
Произрастает на сырых склонах по лесным опушкам.
Весьма зимостоек; является ценной породой для северных районов.

## Ботаническое описание

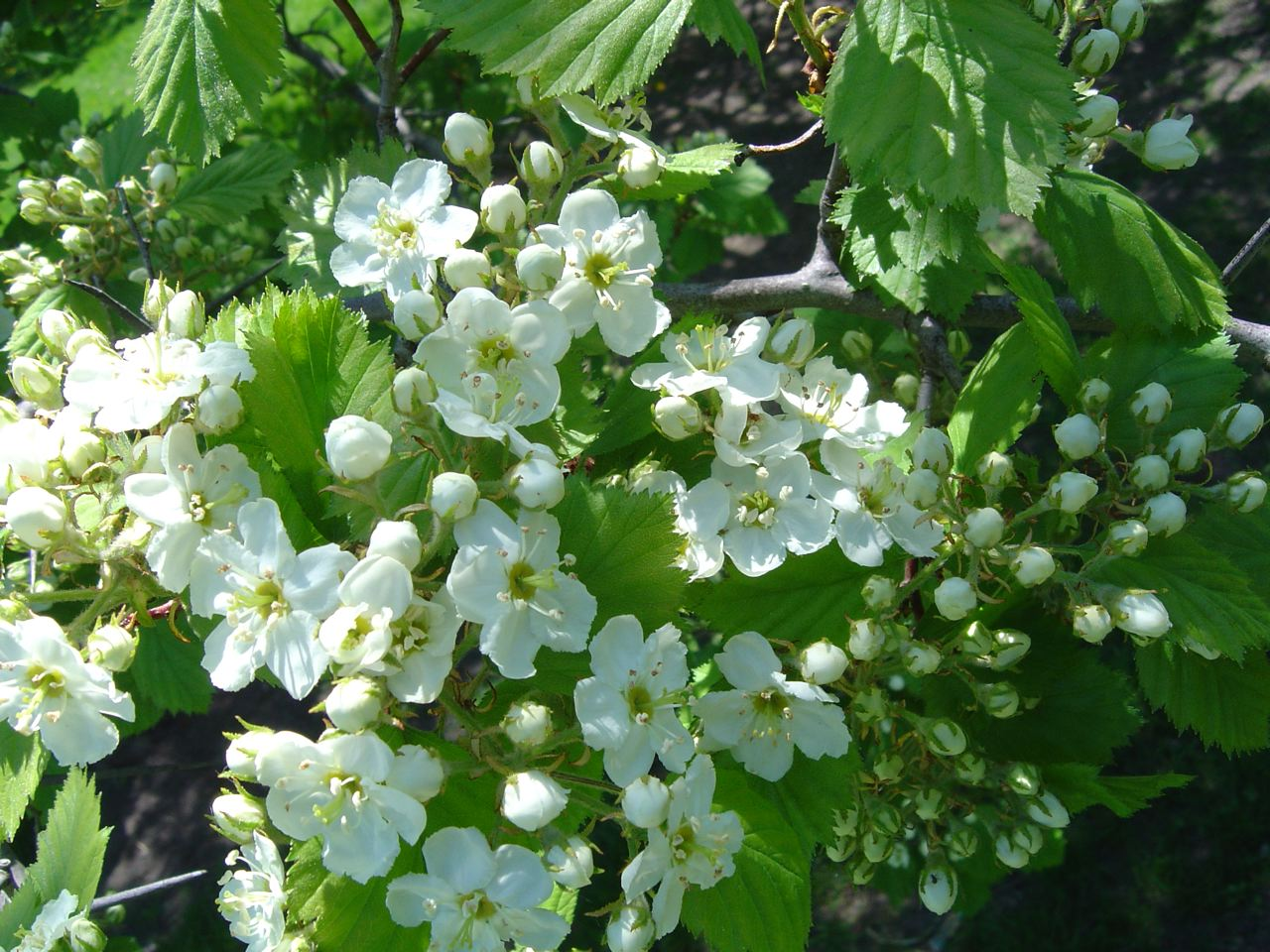
Цветущие ветви

Дерево высотой 6—8 м, со стволом диаметром до 30 см, нередко многоствольное или растущее кустообразно. Ветви пепельно-серые, восходящие или распростёртые, образуют широкую, шатровидную, довольно симметричную крону; ветки светло-красно-коричневые, блестящие; побеги тёмно-зелёные, густо серо-войлочные. Колючки тонкие, прямые или слегка изогнутые, блестящие, ярко-каштаново-коричневые, длиной 3—9 см.
Листья яйцевидные, с острой вершиной, широко-клиновидным или усечённым основанием и 3—4 парами коротких острых лопастей, зубчатые или двоякозубчатые, длиной 4—9 см, шириной 3—6,5 см, тонкие, тёмно-зелёные, осенью темно-красно-бурые, сверху шероховатые; на длинных побегах листья широкояйцевидные, со слабо сердцевидным основанием, длиной до 11 см, шириной 9 см. Черешки длиной 2,5—5 см; прилистники серповидные, железисто-пильчатые, длиной до 2,5 см.
Соцветия 10—15-цветковые, войлочно-опушённые. Цветки диаметром 2,5 см, на длинных тонких цветоножках, с белыми лепестками и железистыми по краю чашелистиками. Тычинок 10, с бледно-жёлтыми пыльниками; столбиков 3—5.
Плоды многочисленные, ярко-оранжево-красные, с рассеянными бледными точками, длиной около 20 мм, с жёлто-оранжевой сочной мучнистой мякотью, съедобные. При перезревании — очень вкусные. Косточки в числе 5, реже 3—4, бороздчатые со спинной стороны, длиной 8 мм. В 1 кг 14 тысячи косточек; 1 тысяча косточек весит 67—75 г.
Цветение в мае. Плодоношение в сентябре.

## Таксономия
Вид Боярышник мягковатый входит в род Боярышник (Crataegus) трибы Pyreae подсемейства Спирейные (Spiraeoideae) семейства Розовые (Rosaceae) порядка Розоцветные (Rosales).
|  |                                      |  |                                                              |                                                              |                   |  | ещё 8 семейств (согласно Системе APG III) | ещё 8 семейств (согласно Системе APG III)    |                                              |  |  |  | ещё 7 триб (согласно Системе APG III)         | ещё 7 триб (согласно Системе APG III)         |  |  |  |  | ещё от 200 до 300 видов | ещё от 200 до 300 видов |
|  |                                      |  |                                                              |                                                              |                   |  | ещё 8 семейств (согласно Системе APG III) | ещё 8 семейств (согласно Системе APG III)    |                                              |  |  |  | ещё 7 триб (согласно Системе APG III)         | ещё 7 триб (согласно Системе APG III)         |  |  |  |  | ещё от 200 до 300 видов | ещё от 200 до 300 видов |
|  |                                      |  |                                                              | порядок Розоцветные                                          |                   |  |                                           |                                              | подсемейство Спирейные                       |  |  |  |                                               | род Боярышник                                 |  |  |  |  |                         |                         |
|  |                                      |  |                                                              | порядок Розоцветные                                          |                   |  |                                           |                                              | подсемейство Спирейные                       |  |  |  |                                               | род Боярышник                                 |  |  |  |  |                         |                         |
|  | отдел Цветковые, или Покрытосеменные |  |                                                              |                                                              | семейство Розовые |  |                                           |                                              | триба Pyreae                                 |  |  |  | вид Боярышник мягковатый                      |                                               |  |  |  |  |                         |                         |
|  | отдел Цветковые, или Покрытосеменные |  |                                                              |                                                              |                   |  |                                           |                                              |                                              |  |  |  |                                               |                                               |  |  |  |  |                         |                         |
|  |                                      |  | ещё 44 порядка цветковых растений (согласно Системе APG III) | ещё 44 порядка цветковых растений (согласно Системе APG III) |                   |  |                                           | ещё 8 подсемейств (согласно Системе APG III) | ещё 8 подсемейств (согласно Системе APG III) |  |  |  | ещё около 60 родов (согласно Системе APG III) | ещё около 60 родов (согласно Системе APG III) |  |  |  |  |                         |                         |
|  |                                      |  |                                                              | ещё 44 порядка цветковых растений (согласно Системе APG III) |                   |  |                                           |                                              | ещё 8 подсемейств (согласно Системе APG III) |  |  |  |                                               | ещё около 60 родов (согласно Системе APG III) |  |  |  |  |                         |                         |